# Saint-Michel-sur-Savasse
Pour les articles homonymes, voir Saint-Michel.
Saint-Michel-sur-Savasse est une commune française située dans le département de la Drôme, en région Auvergne-Rhône-Alpes.

## Géographie

### Localisation
La commune est située à 13 km au nord de Romans-sur-Isère.

### Relief et géologie
Sites particuliers :
- Combe Berger ;
- Combe Charpin ;
- Combe Rosan.

Deux lignes de crêtes, appelées feytas, culminent à environ 500 m et offrent des points de vue sur le massif du Vercors à l'est, la plaine de l'Isère au sud et les contreforts du plateau ardéchois à l'ouest.

### Hydrographie
La commune est arrosée par les cours d'eau suivant :
- la Savasse ;
- l'Aygala ;
- le Chalon qui délimite, au nord, la commune avec celle de Saint-Laurent-d'Onay ;
- Ravin de Bellefont ;
- Ravin de la Grande Combe.

### Climat
Pour des articles plus généraux, voir Climat d'Auvergne-Rhône-Alpes et Climat de la Drôme.
En 2010, le climat de la commune est de type climat méditerranéen altéré, selon une étude du Centre national de la recherche scientifique s'appuyant sur une série de données couvrant la période 1971-2000. En 2020, Météo-France publie une typologie des climats de la France métropolitaine dans laquelle la commune est exposée à un climat de montagne ou de marges de montagne et est dans la région climatique  Moyenne vallée du Rhône, caractérisée par un bon ensoleillement en été (fraction d’insolation > 60 %), une forte amplitude thermique annuelle (4 à 20 °C), un air sec en toutes saisons, orageux en été, des vents forts (mistral), une pluviométrie élevée en automne (250 à 300 mm). 
Pour la période 1971-2000, la température annuelle moyenne est de 11,6 °C, avec une amplitude thermique annuelle de 17,5 °C. Le cumul annuel moyen de précipitations est de 993 mm, avec 8,9 jours de précipitations en janvier et 6 jours en juillet. Pour la période 1991-2020, la température moyenne annuelle observée sur la station météorologique de Météo-France la plus proche, « Saint-Christophe-L_sapc », sur la commune de Saint-Christophe-et-le-Laris à 8 km à vol d'oiseau, est de 11,9 °C et le cumul annuel moyen de précipitations est de 1 004,4 mm,. Pour l'avenir, les paramètres climatiques de la commune estimés pour 2050 selon différents scénarios d'émission de gaz à effet de serre sont consultables sur un site dédié publié par Météo-France en novembre 2022.

## Urbanisme

### Typologie
Au 1er janvier 2024, Saint-Michel-sur-Savasse est catégorisée commune rurale à habitat dispersé, selon la nouvelle grille communale de densité à 7 niveaux définie par l'Insee en 2022.
Elle est située hors unité urbaine. Par ailleurs la commune fait partie de l'aire d'attraction de Romans-sur-Isère, dont elle est une commune de la couronne,. Cette aire, qui regroupe 30 communes, est catégorisée dans les aires de 50 000 à moins de 200 000 habitants,.

### Occupation des sols
L'occupation des sols de la commune, telle qu'elle ressort de la base de données européenne d’occupation biophysique des sols Corine Land Cover (CLC), est marquée par l'importance des territoires agricoles (69,7 % en 2018), en diminution par rapport à 1990 (72,1 %). La répartition détaillée en 2018 est la suivante : 
prairies (34,9 %), forêts (27,9 %), zones agricoles hétérogènes (19,5 %), terres arables (9,6 %), cultures permanentes (5,7 %), zones urbanisées (2,3 %). L'évolution de l’occupation des sols de la commune et de ses infrastructures peut être observée sur les différentes représentations cartographiques du territoire : la carte de Cassini (XVIIIe siècle), la carte d'état-major (1820-1866) et les cartes ou photos aériennes de l'IGN pour la période actuelle (1950 à aujourd'hui).

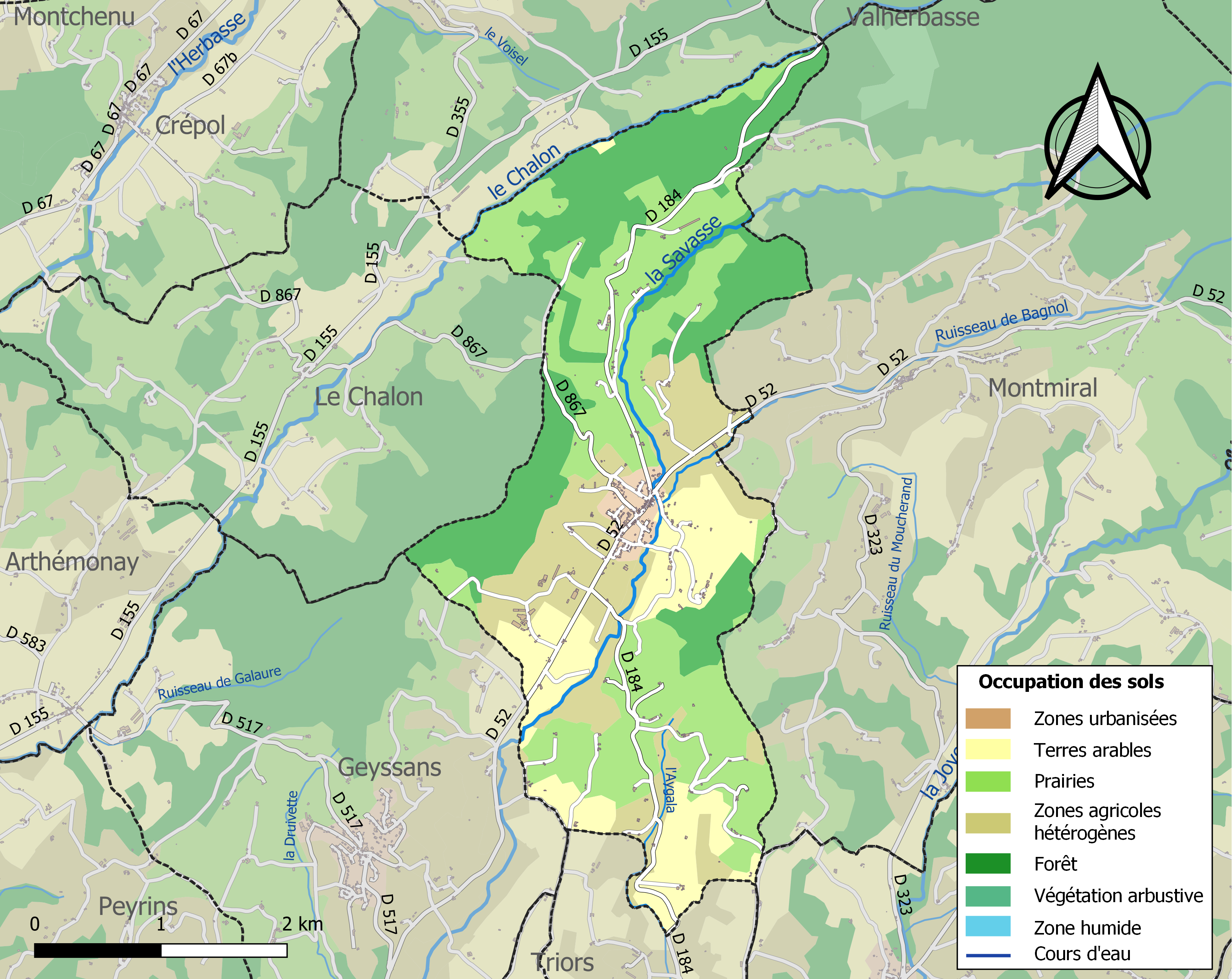
Carte des infrastructures et de l'occupation des sols de la commune en 2018 (CLC).

### Morphologie urbaine

#### Quartiers, hameaux et lieux-dits
Site Géoportail (carte IGN) :
- Bellefont
- Bois des Buissées
- Chambon
- Champ Lacour
- Côte Maréchale
- Côte Vélay
- Font Chapelans
- Garagnol
- Grand-Maison
- Guert
- la Cléa
- la Croix de Combes
- la Guerre
- la Plaine
- la Poudre
- la Vieille Église
- le Clapier
- le Colombier
- les Balmes
- les Belles
- les Bessauds
- les Clers
- Michaux
- Pointiou
- Pont Baillardon
- Quartier d'Ain
- Ravanet
- Rivoiron
- Serans
- Truchet

## Toponymie

### Attestations
Dictionnaire topographique du département de la Drôme :
- vers 1150 : mention de l'église ou de la paroisse : ecclesia Sancti Michaelis de Abiais (cartulaire de Romans, 313) ;
- 1227 : mention de l'église : basilica Sancti Michaelis et capella et cimiterium Sancti Michaelis (cartulaire de Romans, 359-360) ;
- 1521 : mention de l'église ou de la paroisse : ecclesia Sancti Michaelis Montis Miratis (pouillé de Vienne) ;
- 1891 : Saint-Michel, commune du canton de Romans.

(non daté)[réf. nécessaire] : Saint-Michel-sur-Savasse.

## Histoire

### Du Moyen Âge à la Révolution
Avant 1790, Saint-Michel était une paroisse du diocèse de Vienne et de la communauté de Montmiral dont les dîmes appartenaient au chapitre de Romans qui présentait à la cure.

### De la Révolution à nos jours
En 1790, elle fait partie de la commune de Montmiral.
Le 16 avril 1884, la paroisse est distraite de la commune de Montmiral pour former une commune distincte du canton de Romans.

## Politique et administration

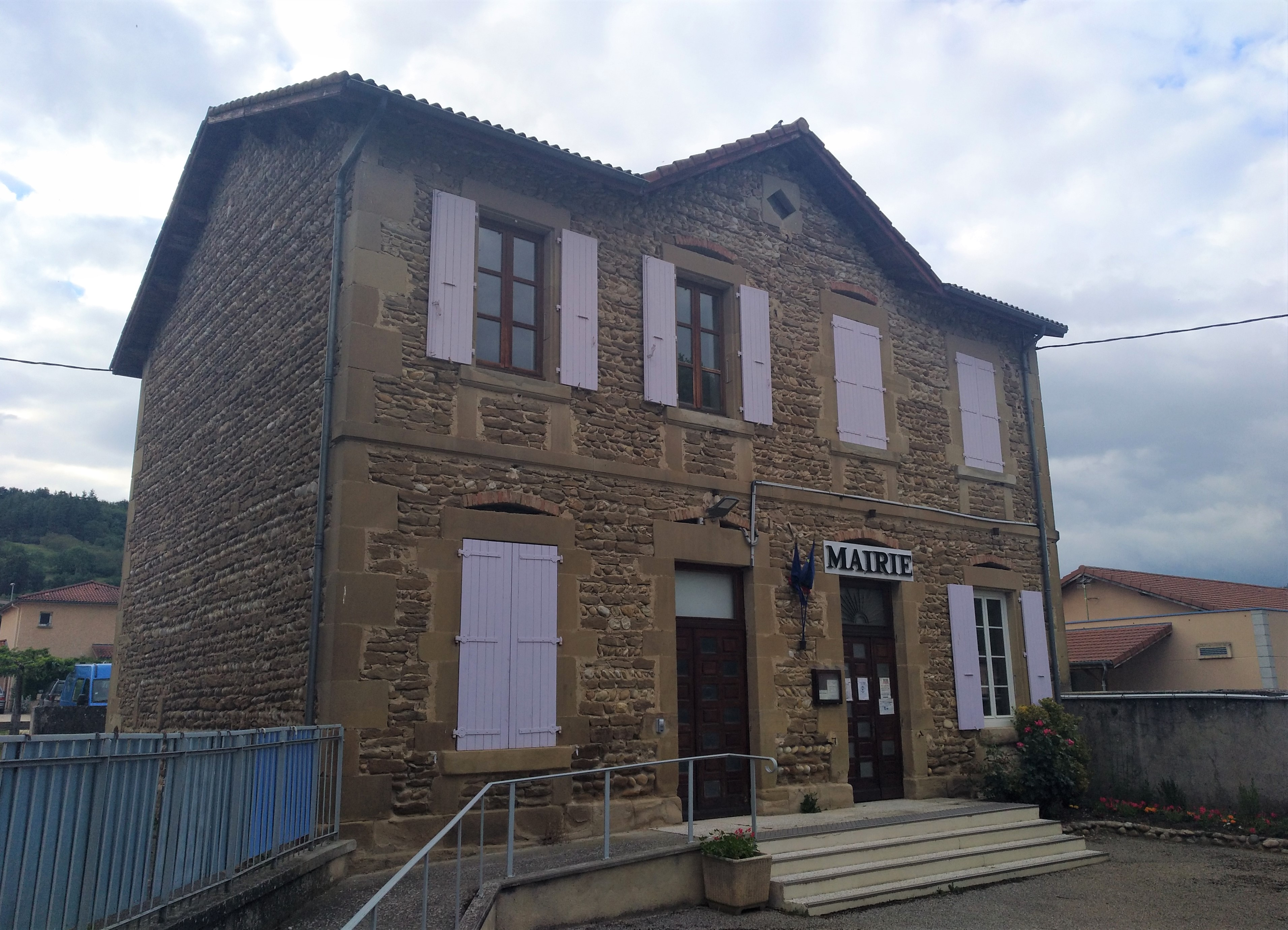
La mairie en 2021.

### Liste des maires
| Période                                                | Période                       | Identité          | Étiquette        | Qualité              |
| ------------------------------------------------------ | ----------------------------- | ----------------- | ---------------- | -------------------- |
| Les données manquantes sont à compléter. : depuis 1884 |                               |                   |                  |                      |
| 1884                                                   | 1888                          | Alphonse GUICHARD |                  |                      |
| 1888                                                   | 1892                          | Alphonse GUICHARD |                  |                      |
| 1892                                                   | 1896                          | Alphonse GUICHARD |                  |                      |
| 1896                                                   | 1900                          | Claude ROSSET     |                  |                      |
| 1900                                                   | 1904                          | Claude ROSSET     |                  |                      |
| 1904                                                   | 1908                          | Claude ROSSET     |                  |                      |
| 1908                                                   | 1912                          | Marius EZINGEARD  |                  |                      |
| 1912                                                   | 1919                          | Claude ROSSET     |                  |                      |
| 1919                                                   | 1925                          | Marius EZINGEARD  |                  |                      |
| 1925                                                   | 1929                          | Marius EZINGEARD  |                  |                      |
| 1929                                                   | 1935                          | Marius EZINGEARD  |                  |                      |
| 1935                                                   | 1943                          | Marius EZINGEARD  |                  |                      |
| 1943                                                   | 1947                          | Claude ROSSET     |                  |                      |
| 1947                                                   | 1950                          | Claude ROSSET     |                  |                      |
| 1950                                                   | 1959                          | Edouard PERRENOT  | (sans étiquette) | agriculteur          |
| 1959                                                   | 1965                          | Edouard PERRENOT  | (sans étiquette) | maire sortant        |
| 1965                                                   | 1971                          | Edouard PERRENOT  | (sans étiquette) | maire sortant        |
| 1971                                                   | 1977                          | Edouard PERRENOT  | (sans étiquette) | maire sortant        |
| 1977                                                   | 1983                          | Raymond GRENIER   | (sans étiquette) | agriculteur          |
| 1983                                                   | 1989                          | Raymond GRENIER   | (sans étiquette) | maire sortant        |
| 1989                                                   | 1995                          | Roger MARTIN      |                  |                      |
| 1995                                                   | 2001                          | Bernard BARTHELON |                  |                      |
| 2001                                                   | 2008                          | Bernard BARTHELON | DVD              | instituteur retraité |
| 2008                                                   | 2014                          | Bernard BARTHELON |                  |                      |
| 2014                                                   | 2020                          | Bernard BARTHELON |                  |                      |
| 2020                                                   | En cours (au 9 décembre 2020) | Pierre COLOMB     |                  |                      |

## Population et société

### Démographie
L'évolution du nombre d'habitants est connue à travers les recensements de la population effectués dans la commune depuis 1886. Pour les communes de moins de 10 000 habitants, une enquête de recensement portant sur toute la population est réalisée tous les cinq ans, les populations de référence des années intermédiaires étant quant à elles estimées par interpolation ou extrapolation. Pour la commune, le premier recensement exhaustif entrant dans le cadre du nouveau dispositif a été réalisé en 2005.

En 2022, la commune comptait 567 habitants, en évolution de −1,22 % par rapport à 2016 (Drôme : +2,64 %, France hors Mayotte : +2,11 %).
| 1886 | 1891 | 1896 | 1901 | 1906 | 1911 | 1921 | 1926 | 1931 |
| ---- | ---- | ---- | ---- | ---- | ---- | ---- | ---- | ---- |
| 614  | 632  | 632  | 575  | 577  | 525  | 462  | 415  | 403  |

| 1936 | 1946 | 1954 | 1962 | 1968 | 1975 | 1982 | 1990 | 1999 |
| ---- | ---- | ---- | ---- | ---- | ---- | ---- | ---- | ---- |
| 373  | 426  | 352  | 346  | 319  | 330  | 325  | 343  | 406  |

| 2005 | 2006 | 2010 | 2015 | 2020 | 2022 | - | - | - |
| ---- | ---- | ---- | ---- | ---- | ---- | - | - | - |
| 470  | 492  | 546  | 568  | 558  | 567  | - | - | - |

### Enseignement
La commune relève de l’académie de Grenoble.

### Manifestations culturelles et festivités
- Fête communale : le dimanche après le 29 juin[18].
- Fête patronale : le dimanche après le 29 septembre[18].

### Loisirs
- Randonnées[18]. La place du village est le point de départ de sentiers de randonnées[réf. nécessaire].
- Pêche[18].

## Économie

### Agriculture
En 1992 : céréales, fourrage, bovins, caprins.
- Foire : le premier jeudi de février[18].

Saint-Michel-sur-Savasse a su conserver une activité agricole dynamique centrée autour de l'élevage bovin et de la culture de la noix.

## Culture locale et patrimoine

### Lieux et monuments
- Église du XIIe siècle : ruine et ancien cimetière[réf. nécessaire]. Elle est de style roman[18].
- Église Saint-Michel de Saint-Michel-sur-Savasse du début du XXe siècle, surmontée d’une statue de l'archange saint Michel, patron de la paroisse[réf. nécessaire].

### Personnalités liées à la commune
- Franck Cheval : luthier[20],[21].

### Héraldique, logotype et devise
|  | Saint-Michel-sur-Savasse possède des armoiries dont l'origine et le blasonnement exact ne sont pas disponibles. |